# 构想

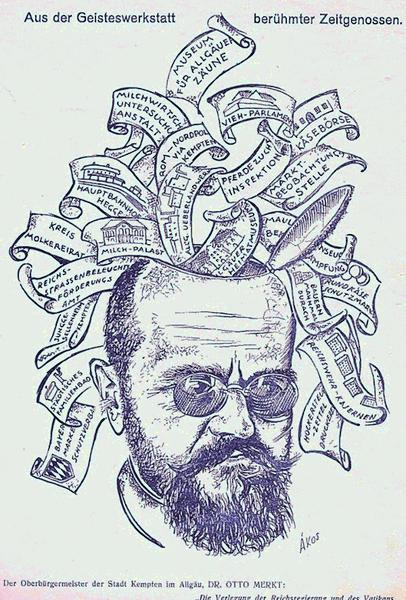

构想又稱構思、觀念、理念、意念、點子，是思考在心靈上的產物，包括對事物的看法和意見，以及解決問題的辦法。想法可以是形象化的影像，也可以是抽象化的概念。
點子，是創意的量化語詞，讓創意的內容可以量化成為一個個的點子，是一個很簡單的日常口語化的字彙。例如：「關於情人節我要送她的禮物，你有沒有什麼點子？」是形容詢問有沒有創意的想法。又例如：「他這小子滿腦筋都是鬼點子！」是形容一個人的想法或創意想法很多，有與眾不同的意思。點子常與想法、創意、理念混淆，在西方學者對人類的創造力(creativity) 的定義研究論述也相當廣泛。其中，腦中發揮創造力的結果就是要產生點子。
美國紐約大學史登商學院教授認為創新始於新點子的產生，產生新奇有用的點子的能力就稱為創造力。

## 詞源
术语 idea 源自古希腊语 ἰδέα（idéa, “notion, pattern”）“看法、想法；模式、形式”之义，其又源自 εἴδω（eídō, “I see”）“看到、知道”之义。因此用觀念來翻譯較爲合適。紅背包，紅色蘋果，紅色的血，抽象出來的一個紅就是觀念。柏拉圖的觀念論標志著希臘哲學乃至西方哲学抽象化的開端。而觀念一詞經過了漫長的歲月有了龐大而豐富的含義。

## 不同解釋
- 牛津辭典上的中譯解釋是關於一個可能的行動方針的想法或建議（理念）的目標或目的。
- 美國廣告大師詹姆斯·韋伯·揚楊傑美認為點子不過就是舊的元素的新組合罷了。
- 點子就是創造行為（=），是想像力（imagination）、資訊（data）、評鑑（evaluation）及實踐（action）四種因素的交互作用（陳龍安，1984）。
- BusinessDictionary.com商業字典網站針對點子在商務英語中的用法提出了三種不同的意義：暨點子是在頭腦裡引起想法或彙集；想法通常引起與意向，但是可能無心地也被創造；想法經常形成在激發靈感會議期間或通過討論。
- （1994）認為俗稱idea從字義拆解來看。
- 日本廣告大師加藤昌治Kato MasaHaru認為點子是企劃的根源，和自由奔放的發想等。
- 羅伯特·佛洛斯特認為點子就是把兩個不相關的東西湊在一起。
- 美國導演大衛·林奇認為點子就是思緒。
- 台灣作家郭泰（1911）認為點子就是創造新意。